# D6014 (Seine-Maritime)
De D6014 is een departementale weg in het Noord-Franse departement Seine-Maritime. De weg loopt van de grens met Eure naar Rouen. In Val-d'Oise loopt de weg als D6014 verder naar Pontoise en Parijs.

## Geschiedenis
Oorspronkelijk was de D6014 onderdeel van de N14. In 2006 werd de weg overgedragen aan het departement Seine-Maritime, omdat de weg geen belang meer had voor het doorgaande verkeer. De weg is toen omgenummerd tot D6014.